# Presque Isle
Presque Isle és una població dels Estats Units a l'estat de Maine (EUA). Segons el cens del 2000 tenia 9.511 habitants.

## Demografia
Segons el cens del 2000, Presque Isle tenia 9.511 habitants, 3.963 habitatges, i 2.464 famílies. La densitat de població era de 48,5 habitants/km².
Dels 3.963 habitatges en un 28,1% hi vivien nens de menys de 18 anys, en un 47,8% hi vivien parelles casades, en un 11% dones solteres, i en un 37,8% no eren unitats familiars. En el 31% dels habitatges hi vivien persones soles el 13,7% de les quals corresponia a persones de 65 anys o més que vivien soles. El nombre mitjà de persones vivint en cada habitatge era de 2,25 i el nombre mitjà de persones que vivien en cada família era de 2,82.
Per edats la població es repartia de la següent manera: un 21,6% tenia menys de 18 anys, un 13,1% entre 18 i 24, un 27% entre 25 i 44, un 22,4% de 45 a 60 i un 15,9% 65 anys o més.
L'edat mediana era de 37 anys. Per cada 100 dones de 18 o més anys hi havia 88,2 homes.
La renda mediana per habitatge era de 29.325 $ i la renda mediana per família de 37.090 $. Els homes tenien una renda mediana de 27.510 $ mentre que les dones 19.785 $. La renda per capita de la població era de 15.712 $. Entorn del 9,2% de les famílies i el 14,5% de la població estaven per davall del llindar de pobresa.

## Poblacions més properes
El següent diagrama mostra les poblacions més properes.